# La leyenda de Vox Machina
La leyenda de Vox Machina es una serie de televisión de animación para adultos de fantasía producida por Metapigeon, Titmouse, Inc. y Amazon Studios, que se estrenó en Amazon Prime Video el 28 de enero de 2022. La serie está basada en la primera campaña de la serie web de Dungeons & Dragons llamada Critical Role. Está protagonizada por Laura Bailey, Taliesin Jaffe, Ashley Johnson, Matthew Mercer, Liam O'Brien, Marisha Ray, Sam Riegel y Travis Willingham, quienes retoman sus roles de la campaña.
La primera temporada consta de doce episodios, los primeros diez de los cuales fueron financiados a través de una campaña en Kickstarter. En noviembre de 2019, antes del estreno de la serie, Amazon la renovó para una segunda temporada, que se estrenó el 20 de enero de 2023. En octubre de 2022, antes del estreno de la segunda temporada, se renovó la serie para una tercera temporada, que se estrenó el 3 de octubre de 2024. Fue renovada para una cuarta temporada ese mismo mes.
La serie recibió gran aclamación de críticos y audiencia, con elogios por su animación, actuación de voz, secuencias de acción, historia, guion, profundidad emocional y fidelidad a la campaña.

## Premisa

### Ambientación
La serie está ambientada en Exandria, un mundo ficticio creado por Matthew Mercer en 2012 para su campaña personal de Dungeons & Dragons, que luego se lanzó como la serie web Critical Role en 2015. La mayor parte de la historia se desarrolla en el continente de Tal'Dorei, en lugares como la metrópolis de Emon y la ciudad-estado de Piedrablanca.

### Sinopsis
Los primeros dos episodios de la serie presentan a los siete miembros de Vox Machina en su primera misión adulta, la cual ocurre antes del primer show de rol de Critical Role. La serie luego adapta distintos arcos de la campaña, como el arco de los vampiros Briarwood, o en la segunda y tercera temporada, el arco del cónclave Croma.

## Reparto y personajes
Los miembros de Vox Machina son los siguientes siete personajes (y una mascota significativa):
- Laura Bailey como Vex'ahlia «Vex» Vessar, una semielfa exploradora, doblada por Belén Roca,[16][17] y la hermana gemela de Vax'ildan. Su madre fue asesinada por un dragón antes de los eventos de la serie, por lo que «Vex» los ha estudiado dragones con la esperanza de encontrar algún día al responsable; siente un dolor en su cabeza cada vez que un dragón está cerca.[18]

- Taliesin Jaffe como Percival «Percy» Fredrickstein von Musel Klossowski de Rolo III, un pistolero humano,[17] doblado por Hernán Fernández,[16] cuya familia fue alguna vez la gobernante de Piedrablanca. Apenas logró escapar con vida de un golpe de Estado liderado por los Briarwood, y durante la primera temporada buscó venganza por el asesinato de su familia.[18]

- Ashley Johnson como Pike Trickfoot, una clériga gnoma, doblada por Soraya Pérez,[16]  de la diosa Semperclara que inicialmente lucha por armonizar su fe con su amor por la violencia y otros vicios.[17][18]

- Matthew Mercer como Trinket, un oso pardo que sirve como mascota y compañero de «Vex».[18]

- Liam O'Brien como Vax'ildan «Vax» Vessar, doblado por Sergio Mesa,[16] un pícaro semielfo y el hermano gemelo de Vex'ahlia, siendo ambos muy protectores el uno del otro.[17][18]

- Marisha Ray como Keyleth de los Air Ashari, una druida semielfa, doblada por Marina García Guevara.[16][17] Está actualmente en medio de su Aramenté, una búsqueda que actúa como la prueba de liderazgo de los Ashari.[19]

- Sam Riegel como Scanlan Shorthalt, doblado por Iván Labanda,[16] un gnomo bardo[17] y hedonista lascivo, cuyo hechizo más útil es una enorme mano flotante púrpura.[18]

- Travis Willingham como Grog Strongjaw, un bárbaro goliat, doblado por Rafael Parra[16][17] y el mejor amigo de Pike, conocido por su increíble fuerza y su lento ingenio.[18]

## Desarrollo

### Kickstarter
El 4 de marzo de 2019, el elenco de Critical Role lanzó una campaña en Kickstarter para recaudar fondos para una animación de 22 minutos titulada Critical Role: The Legend of Vox Machina Animated Special. El elenco previó un coste de 750 000 dólares estadounidenses para un corto animado de 22 minutos.
La campaña de Kickstarter alcanzó más de un millón de dólares en la primera hora. Para el 18 de marzo de 2019, se habían financiado ocho episodios de 22 minutos. El total final recaudado por Kickstarter cuando cerró el 19 de abril de 2019 fue de 11 385 449 dólares. Cuando la campaña cerró, fue una de las más rápidamente financiadas en la historia de Kickstarter y fue la más financiada para proyectos de televisión y cine.

### Producción
La serie animada fue escrita por Brandon Auman, Ashly Burch, Jennifer Muro, Marc Bernardin, Chris “Doc” Wyatt, Kevin Burk  y
Mae Catt, con Brandon Auman como el showrunner. La serie fue animada por Titmouse, Inc. con el diseño de personajes a cargo de Phil Bourassa y otros renderizados de animación en Corea del Sur. La música de la serie fue compuesta principalmente por Neal Acree, con Sam Riegel y Mr. Fantastic contribuyendo a las canciones de Scanlan.
En noviembre de 2019, Amazon Studios anunció que había adquirido los derechos de transmisión de La leyenda de Vox Machina, y había encargado 14 episodios adicionales (dos episodios adicionales para la primera temporada y una segunda temporada de 12 episodios). El elenco decidió trabajar con Amazon porque les dio mayor libertad en el desarrollo del programa, como mantenerlo como un proyecto de animación para adultos. El proyecto estaba originalmente programado para su lanzamiento a finales de 2020; sin embargo, en junio de 2020, se anunció que la fecha de estreno se retrasaría debido a la pandemia de COVID-19. Finalmente el lanzamiento se retrasó hasta 2022.
El programa fue renovado para una tercera temporada antes del estreno de la segunda temporada, con una posible extensión hasta cinco temporadas.

## Lanzamiento
La primera temporada se estrenó el 28 de enero de 2022 en Amazon Prime Video, el álbum de la banda sonora de la primera temporada se lanzó el mismo día de forma digital. La segunda temporada se estrenó el 20 de enero de 2023. Al igual que en la primera temporada, la segunda se lanzó en bloques de tres episodios por semana, para un total de doce episodios. La tercera temporada se estrenó el 3 de octubre de 2024; como en las temporadas anteriores, se planea que la tercera temporada se estrene en bloques de tres episodios por semana, para un total de doce episodios. Antes del estreno de la tercera temporada, Amazon lanzó las dos primeras temporadas en su canal de YouTube de forma gratuita por tiempo limitado.

## Recepción
Los primeros seis de los doce episodios de la primera temporada fueron entregados a los críticos para que los revisaran antes del estreno de la serie. La primera temporada de La leyenda de Vox Machina recibió una respuesta generalmente positiva por parte de la crítica.  Varios críticos destacaron los desafíos de adaptar el extenso material de origen y mencionaron que el programa tiene algunos problemas de ritmo; sin embargo, una vez que se llega al arco de Briarwood, la serie despega. Según la empresa de investigación de mercado Parrot Analytics, la primera temporada fue el programa de televisión animado más demandado en streaming en el primer trimestre de 2022, y que la serie tenía "17.9 veces la demanda promedio de todas las demás series de EEUU.".
La segunda temporada recibió una aclamación casi unánime de la crítica.
La tercera temporada se describió como una temporada donde se sacrifica la mayor parte de su humor grosero en favor de tramas más pesadas y arcos de personajes.
La serie obtuvo en 2022 el premio Golden tomatoe de Rotten tomatoes a la mejor serie de animación.